# John Goss
Sir John Goss (27 de dezembro de 1800 - 10 de maio de 1880) foi um organista inglês e compositor, possivelmente mais conhecido por seu hino Praise my Soul, the King of Heaven  to words by Henry Francis Lyte.

## Biografia
Nasceu em Fareham onde seu pai era organista da igreja da paróquia  e estudou com Thomas Attwood, ao qual sucedeu como organista na Catedral de São Paulo em 1838. Foi compenporâneo de James Turle na Abadia de Westminster. Os alunos de Goss incluem Arthur Sullivan e Frederic Hymen Cowen.

## Compositor
É mais conhecido por sua música litúrgica anglicana. Seu Evening Service in E major foi muito popular em sua época mas hoje é considetada muito antiquada. Seu hino O Saviour of the World é muito apresentado, bem como seus Anglican chants . Goss recebeu o título de Sir em 1872  e faleceu em Londres. Um século depois a Fareham Society colocou uma placa azul em sua antiga casa.

### Áudio
- Praise My Soul the King of Heaven apresentada pela banda Besses o' th' Barn